# Kip Pardue
Kevin Ian "Kip" Pardue (Atlanta, Georgia; 23 de septiembre de 1975) es un actor y modelo estadounidense, reconocido por sus papeles en las películas Remember the Titans, Driven, The Rules of Attraction y Thirteen.

## Biografía
Nacido en Atlanta, Georgia, Pardue asistió a la escuela secundaria Dunwoody. El sobrenombre "Kip" proviene de las iniciales de su nombre completo.
Tras graduarse de la Universidad de Yale, donde jugó fútbol americano, Pardue fue descubierto por la agencia de publicidad de Molly Ringwald. Se convirtió en modelo y realizó campañas para marcas como Armani, Polo y Abercrombie and Fitch.
El 31 de octubre de 2018, el departamento de policía de Hermosa Beach anunció que se encontraba investigando un posible caso de acoso sexual instaurado por la actriz Sarah Scott en contra de Pardue. En 2019 el actor fue declarado culpable y se le ordenó pagar seis mil dólares de fianza.

## Filmografía

### Cine
| Año  | Título                                  | Papel                        | Notas        |
| ---- | --------------------------------------- | ---------------------------- | ------------ |
| 1999 | But I'm a Cheerleader                   | Clayton Dunn                 |              |
| 2000 | Whatever It Takes                       | Harris                       |              |
| 2000 | Remember the Titans                     | Ronnie "Sunshine" Bass       |              |
| 2001 | Driven                                  | Jimmy Bly                    |              |
| 2002 | The Rules of Attraction                 | Victor Johnson               |              |
| 2003 | Thirteen                                | Luke                         |              |
| 2002 | Vacuums                                 | Jack Bentley                 |              |
| 2003 | Devil's Pond                            | Mitch                        |              |
| 2003 | Insanity                                | Jackson Singleton            | Cortometraje |
| 2003 | This Girl's Life                        | Kip                          |              |
| 2004 | American Crime                          | Rob Latrobe                  |              |
| 2004 | The Heart Is Deceitful Above All Things | Luther                       |              |
| 2004 | Imaginary Heroes                        | Matt Travis                  |              |
| 2004 | Glitterati                              | Victor Ward                  |              |
| 2005 | Loggerheads                             | Mark Austin                  |              |
| 2005 | Laura Smiles                            | Chris                        |              |
| 2005 | Undiscovered                            | Euan Falcon                  |              |
| 2005 | The Iris Effect                         | Paul Bergamo                 |              |
| 2006 | Black Plum                              | Padre                        | Cortometraje |
| 2006 | Wasted                                  | Mitch                        |              |
| 2007 | The Trouble with Romance                | Jack Romero                  |              |
| 2007 | Ripple Effect                           | Tyler                        |              |
| 2007 | The Wizard of Gore                      | Edmund Bigelow               |              |
| 2007 | South of Pico                           | Robert                       |              |
| 2007 | Remarkable Power                        | Preston                      |              |
| 2008 | Stag Night                              | Mike                         |              |
| 2009 | Bitter/Sweet                            | Brian Chandler               |              |
| 2010 | Below the Beltway                       | Luke                         |              |
| 2010 | All That Glitters                       | Kip Pardue - Clayton Donovan | Cortometraje |
| 2010 | Inspired by Bret Easton Ellis           | Victor Ward                  | Cortometraje |
| 2011 | The Briefcase                           |                              |              |
| 2011 | Answer This!                            | Lucas Brannstrom             |              |
| 2011 | Retail                                  | Robert                       | Cortometraje |
| 2011 | Hostel: Part III                        | Carter                       |              |
| 2012 | The Introduction                        |                              | Cortometraje |
| 2013 | Phantom                                 | Yanis                        |              |
| 2013 | Missionary                              | Ian Kingsmen                 |              |
| 2013 | Slightly Single in L.A.                 | Zach                         |              |
| 2015 | The Nymphets                            | Joe                          |              |
| 2016 | American Fable                          | Abe                          |              |
| 2016 | Valkiria: El amanecer del cuarto Reich  | Clarence Edward              |              |
| 2018 | Brand New Old Love                      | David                        |              |
| 2018 | Chokehold                               | Ray                          |              |

### Televisión
| Año       | Título                              | Papel                  | Notas          |
| --------- | ----------------------------------- | ---------------------- | -------------- |
| 1999      | 7th Heaven                          | Chris                  | 1 episodio     |
| 2006      | Dr. House                           | Brent Mason            | 1 episodio     |
| 2006      | ER                                  | Ben Parker             | Rol recurrente |
| 2008      | Princess                            | William Humphrey       | Telefilme      |
| 2013      | Mad Men                             | Tim Jablonski          | 2 episodios    |
| 2013      | The Nightmare Nanny                 | Ben Gerson             | Telefilme      |
| 2013      | Holiday Road Trip                   | Davis                  | Telefilme      |
| 2014      | Looking for Mr. Right               | George                 | Telefilme      |
| 2014      | Ray Donovan                         | Agente Volchek         | 5 episodios    |
| 2015      | Agent X                             | Josh Robin             | 1 episodio     |
| 2017      | Imposters                           | Kurt Radcliffe         | 1 episodio     |
| 2017      | Law and Order: Special Victims Unit | Reverendo Gary Langham | 1 episodio     |
| 2017      | NCIS: Los Angeles                   | Michael Silva          | 1 episodio     |
| 2017-2018 | Runaways                            | Frank Dean             | Rol recurrente |
| 2018      | Hawaii Five-0                       | Douglas Fischer        | 1 episodio     |
| 2018      | Once Upon a Time                    | Chad                   | 1 episodio     |